# 내셔널리즘
내셔널리즘(영어: nationalism)은 민족주의 또는 국민주의로 번역되며 동일한 국민 정체성을 공유하는 국민(nation)을 사회의 조직과 운영의 근본적인 단위로 삼는 이데올로기이다. 이에 기반하여 여러 정치적 이념도 파생된다.

## 개요
제일 중요한 것으로는 "민족이 국가를 합리화하는 유일무이한 근간"이라는 주장과 "개별 민족은 국가를 형성할 권리가 있다"라는 주장이다. 이러한 형태를 갖출 때 국민주의는 보편적인 이념이다. 그러나 국민주의는 또한 민족적 움직임의 특수 이념을 의미하기도 하는데 이런 경우 '민족주의'라고 불리며, 특정 민족의 입장을 지지하게 된다.
정치 이데올로기로서의 내셔널리즘은 국민(nation)이 외부의 간섭없이 스스로를 통치해야 한다고 주장하며 이는 민족자결주의와 연결된다. 내셔널리즘은 문화, 언어, 종교와 정치 공통된 조상등의 공유된 사회적 특성에 기초한 민족적 정체성을 개발하고 유지하는 방향으로 나아간다. 따라서 내셔널리즘은 민족적 업적에 대한 자부심으로 민족문화를 보존하고자 하며, 애국주의와 밀접하게
역사적으로 내셔널리즘은 18세기부터 사람들이 가족, 지역당국, 출생지에 대한 애착보다 더욱 커다란 이데올로기적 범위로서 나타났다. 정치적 그리고 사회학적으로 내셔널리즘의 기원과 기반을 이해하는 세가지 패러다임이 있다. 첫번째 패러다임은 원초주의라고 불리는 것으로, 내셔널리즘은 자연적 현상으로서 언제나 존재해 왔다는 것이다. 두번째 패러다임은 혈통상징주의(ethnosymbolism)이며 내셔널리즘을 민족적 상징에 대한 민족의 주관적 관계를 통해 역사적인 의미를 가지는 진화적 현상으로서 내셔널리즘을 복잡성을 지닌 역학으로서 설명하는 역사적 관점이다. 세번째 패러다임은 근대주의이며, 내셔널리즘은 근대사회의 사회 경제적 구조가 요구되는 사회현상이라는 것이다.
내셔널리즘은 애국주의와 지나친 애국주의로 생기는 국수주의와 혼동하기 쉬운 개념이다.

## 내셔널리즘의 기본 원칙
내셔널리즘은 또한 16세기 영국에서 발현되어 타 지역 사회로 퍼지게 되어 "근대성을 구성"하게 된 "특정 관념적 시선"으로 정의되기도 한다. 여러 국민주의적 움직임들은 서로의 입장에 이의를 제기할 수도 있지만 동일한 국민주의적 사상을 공유한다.
내셔널리즘에 대한 기본적인 학술 연구는 베네딕트 앤더슨의 《상상의 공동체》와 리아 그린펠드의 《민족주의: 근대에 이르는 다섯 갈래 길》이 있다.
일반적으로 국민주의자들은 개별 민족을 특정 기준에 맞춰 정의하며 민족을 타 민족에서 구분하고, 개개인의 "민족의 일원 여부"를 판단한다. 이러한 기준들은 공유된 언어, 문화, 또는 가치관 등이 있으나 많은 경우 제일 중요하게 여겨지는 것은 하나의 민족에 속해있는 것이다. 민족적 "정체성"이라는 것은 한편으로는 이러한 선언적 정의를 포함하며 다른 한편으로는 이러한 무리의 "일원이 되었다는 느낌"을 포함한다. 민족주의자들은 민족의 일원이 되는 것을 배타적이며 개인의 의지와는 독립적인 것으로 보는데, 이것은 개인이 원한다고 해서 일반 단체처럼 "가입"할 수는 없는 것이다.
국민주의는 인류의 활동 대부분을 그 특징에 있어서 국민주의적으로 파악한다. 이들에게 있어서 민족은 고유한 국가 상징, 민족적 특성, 민족적 문화, 민족 노래와 민족 문학을 가지고 있으며 민족적 신화와 소수 사례의 경우 민족 종교 또한 가지고 있다. 개인들은 민족 가치관과 문화적 정체성을 공유하며 민족 영웅을 우러러보고 민족 음식을 먹으며 민족 스포츠를 즐긴다.
국민주의는 민족국가를 지배적인 국가 형태로 만들어버림으로서 세계 역사와 지리정치학에 엄청난 영향을 끼쳤다. 오늘날 세계 거의 대부분의 사람들이 살고 있는 국가들은 최소한 문서상으로는 민족국가이다. 그 결과로 이들 민족국가를 "민족"으로 부르는, 이론적으로 부정확한 전례가 생겨났다. 민족국가는 민족의 존재 여부를 보장하며 구분된 정체성을 유지하며 지배적인 민족적 문화와 에토스가 형성 될 수 있는 영토를 제공하도록 의도되었다. 수많은 민족국가는 문화·역사적인 신화의 힘을 빌려 자신의 존재를 방어하여 정당성을 확보하려고 한다.
국민주의자들은 "비(非)민족적" 국가가 존재한다는 사실을 인정한다. 실제로 초기 민족주의 운동들은 오스트리아-헝가리 등의 제국들을 겨냥하였다. 바티칸은 로마 가톨릭교회의 지도하에 있는 주권적 국가를 제공하기 위하여 존재하지만 이는 민족이 없다. 많은 이슬람주의자들이 추구하는 범세계적 칼리파국은 또한 비민족적 국가의 한 예가 될 수 있다.
자신을 민족의 일부로 파악하며 민족국가들이 정통성을 지닌다고 생각하는 이들은 형식적으로 "국민주의자"로 정의될 수 있다. 이러한 맥락에서 대부분의 어른들은 수동적 국민주의자이다. 그러나 현대의 생활 언어에 있어서 "민족주의"는 민족주의적 요구를 지지하는 정치적 (그리고 가끔 군사적)행동을 의미하게 되었다. 이러한 일련의 행동들은 분리주의, 민족병합주의(irredentism), 군사주의 등을 포함할 수 있으며 극단적인 경우 민족청소의 형태를 취한다. 정치학자들(그리고 언론 매체들은) 일반적으로 이러한 극단적인 국민주의의 발현에 집중하는 경향이 있다.

## 내셔널리즘의 역사적 발전

### 고대
국민주의는 처음에 신화 등을 통해 민족종교로 세계 여러 종교들의 시초가 되었다.

### 1900년대 이전
17세기 영국에서 시작된 반봉건적 정치이론으로 왕이나 일부 특권층에 속한 국가를 민족의 것으로 바꾼 이론으로, 18세기 프랑스 대혁명을 통해 발전하여, 이때 프랑스에서의 내셔널리즘은 애민, 애국심으로 혁명을 일으키고 이를 지키는 것이었다.

### 20세기
18세기 이후 국민주의는 미국 독립 혁명 등에도 기여를 한 반면, 민족국가의 이익을 위해 다른 약소국가를 침략, 지배해야한다는 제국주의, 파시즘, 나치즘 등의 국가주의로 변질되고, 사회의 빈부격차를 은폐해서 계급투쟁을 희석시키는 데 악용되는 등 서구에서는 아직도 인종차별주의자로 낙인을 찍히거나 반기독교 정서, 반유대주의의 확산등의 결과로 반영되었다. 미국, 중국, 러시아 등의 국가에서 국민주의가 인종차별주의로 변모되어, 이를 주도하는 정부, 단체, 자본가들로 인해 사회문제가 되기도 하였다.
여러 세계대전을 거치고 이후 식민지 해방의 합의사안으로 민족자결주의가 합의되었으며, 세계대전 당시 제국주의를 비판하면서 볼셰비키 혁명과 UN, 세계주의, 이념에도 영향을 주었다.

### 21세기
신자유주의와 공산주의가 비판받으면서 국민주의의 올바른 발전을 위해 열린국민주의와 대안이 제시되기도 하였다.

## 국민주의의 종류
고전적 의미의 국가주의와 달리, 식민지에서는 국민주의는 반제국주의적 계급지향주의적 성격으로, 19세기 말에서 20세기 초에 걸쳐서 아시아에서, 아프리카, 라틴아메리카 등의 식민지·반식민지 세계의 전역에 퍼져 나가 민족해방의 이데올로기가 되어 통일 독립국가 건설에 기여하였다.

## 비판
내셔널리즘에 대한 비판은 무엇이 국민(nation)을 구성하는지 불분명하며, 그것이 지배의 적합한 단위인지 확실하지 않다고 주장한다. 내셔널리스트들은 국가(state)와 국민(nation)의 경계가 일치해야 한다고 주장하기에 다문화주의에 반대하는 경향이 있다. 그렇기에 내셔널리즘은 한 민족국가 안에서 국민의 일부로 여겨지는데 필요한 특징을 공유하지 않는 소수집단을 소외하는 결과를 야기한다. 이것은 또한 한 나라 안에서 특정지역에 대한 통제력을 주장하는 민족집단이 등장하거나 민족집단 사이에서 국가의 통제권을 장악하기 위한 시도가 나타날 수 있기 때문에 충돌을 야기할 수 있다.
철학자 앤서니 그레일링은 국민은 인위적인 구조라고 주장했다. “그들의 경계는 과거의 전쟁으로써 그려진 피의 경계다”. 그는 다음과 같이 주장하기도 했다. “하나 이상의 다른 문화가 공존하는 고향이 아닌 나라는 지구상에 없다. 문화적 유산은 국민 정체성과 같은 것이 아니다.”.
내셔널리즘은 본질적으로 분열적인 경향이 있는데, 이것은 개인을 그의 국민성으로 식별하면서 사람들 사이에 관측되는 차이를 강조하기 때문이다. 이는 또한 국가 전체에서 개인의 정체성을 잠식하기에 정치 지도자나 엘리트들에게 대중을 조작하기 위한 수단으로서 작동할 수 있기 때문에 억압적일 가능성이 존재한다. 내셔널리즘에 대한 초기 반대의 대부분은 모든 민족(nation)이 국가와 분리되어 있다는 지정학적 생각과 관련되어 있었다. 19세기의 고전적 내셔널리스트 운동은 유럽에서 다인종 제국의 존재를 근본적으로 부정했다. 그러나 초기 단계에서도 내셔널리즘에 대한 이념적 비판이 있었다. 이것은 서구에서 여러형태의 국제주의와 반국민주의로 발전했다. 20세기의 이슬람의 부흥은 이슬람주의적 입장에서 민족국가에 대한 비판을 만들어 내기도 했다.(범이슬람주의)
19세기 말에 맑스주의자, 사회주의자, 공산주의자(로자 룩셈부르크 등)들은 중부 및 동부 유럽에서의 내셔널리즘 운동에 대한 비판적 정치 분석을 했다. 하지만 블라디미르 레닌과 유제프 피우수트스키 등은 민족자결주의에 더욱 동조했다.
조지 오웰은 그의 고전 에세이에서 내셔널리즘을 애국주의로부터 구분했으며, 이를 특정 장소에 대한 헌신으로 정의했다. 내셔널리즘은 더욱 추상적으로 “자기기만에 의해 단련된 권력에 대한 굶주림이다.”
오웰에 의하면 내셔널리스트들은 비합리적인 부정적 충동에 지배 당할 가능성이 크다.
예를 들자면, 트로츠키주의자들은 다른 어떤 단위에 대한 충성도를 개발하지 않았음에도 단순히 소련의 적이 되었다. 이것이 암시하는 바를 파악한다면 내셔널리즘이 의미하는 것은 명확해진다. 내셔널리스트들은 경쟁적 명성이라는 측면에서 단독적으로 생각하거나 그것을 주로 생각하는 이들이다. 그는 긍정적이거나 부정적인 내셔널리스트일 수 있다. 즉 그는 자신의 정신적 에너지를 격려나 폄하로 사용할 수 있는 것이다. 그러나 어쨌든 그의 생각은 언제나 승리, 패배, 성공과 굴욕에 의존한다. 그는 역사를, 특히 현대 역사를 거대 권력 단위의 끊임없는 부흥과 쇠퇴로 본다. 그리고 일어나는 모든 사건은 그에게 자신의 편이 성장하고 그가 증오하는 경쟁적 상대가 쇠퇴하는 과정으로 여겨진다. 그러나 결과적으로 내셔널리즘을 단순한 성공 숭배와 혼동하지 않는 것이 중요하다. 내셔널리스트들은 단순히 가장 강한 편과 뭉친다는 원칙에 따르지 않는다. 반대로, 자신의 편에 서며 그것이 가장 강력한 집단이라고 자신을 설득하며, 압도적으로 그에게 불리한 상황이라도 그런 믿음을 고수한다.

자유주의 정치 전통에서는 내셔널리즘은 민족국가간의 갈등과 전쟁의 원인이 되는 것으로 간주하며 부정적으로 인식한다. 역사학자 액튼 남작은 1862년에 “광기로서의 내서널리즘” 이란 것에 반대했다. 그는 내셔널리즘은 소수파를 억압하며 나라를 도덕적 원칙 위에 두며 국가에 대한 위험한 애착을 유발한다고 주장했다. 하지만 액튼은 민주주의를 부정했으며 교황을 이탈리아 내셔널리즘으로부터 지키고자 했다. 20세기 이래로 자유주의자들은 점점 분열했으며, 마이클 왈처(Michael Walzer), 이사야 벌린, 찰스 테일러, 데이비드 밀러(David Miller)등은 자유주의 사회가 안정된 민족국가에 기반을 둬야 한다고 주장한다.
평화주의에서의 내셔널리즘에 대한 비판은 그것이 군국주의, 징고이즘, 쇼비니즘 등과 연관됨으로써 나타나는 폭력적인 경향에 대하여 집중한다. 민족적 상징과 애국주의적 주장은 특히 독일과 같이 과거의 전쟁과 연관된 나라에서 불명예스러운 것으로 간주된다. 영국의 평화주의자 버트런드 러셀은 자신 조국의 국외 정책에 대한 판단력을 흐리게 하는 것으로써 내셔널리즘을 비판했다. 알버트 아인슈타인은 “내셔널리즘은 유아적인 질병이다. 그것은 인류의 홍역이다.” 라고 비판한 적이 있다.

## 같이 보기
- 민족주의
- 쇼비니즘
- 내이션
- 민족
- 국민국가
- 민족종교
- 반국민주의